# Essie Lin Chia
 (mars 2018).
Si vous disposez d'ouvrages ou d'articles de référence ou si vous connaissez des sites web de qualité traitant du thème abordé ici, merci de compléter l'article en donnant les références utiles à sa vérifiabilité et en les liant à la section « Notes et références ».
Pour les articles homonymes, voir Lin.
Essie Lin Chia est une actrice chinoise née en 1947. Elle a tourné une trentaine de films, essentiellement à Hong Kong.

## Biographie
Selon l'Imdb, elle aurait été découverte par King Hu en 1964 à Taiwan et engagée sous contrat à la Shaw Brothers où elle tourne une série de films de genres différents, allant du drame (My Dream Boat) au WIP (Long Road to Freedom) en passant par le wuxiapian et la comédie (Tropicana Interlude). Dans Le Bras de la Vengeance de Chang Cheh, elle interprète ainsi un personnage parvenant à tuer en combat singulier celui interprété par Ti Lung, un fait rare dans la filmographie de ce dernier.
Après la fin de son contrat à la Shaw elle poursuit sa carrière à Taiwan. Elle tourne aussi dans des productions internationales prestigieuses comme Black Samurai (en) ou The Million Eyes of Sumuru (en).

## Filmographie
- 1955 : The True Story of Siu Yuet-Pak (Part 2)
- 1965 : Squadron 77 : madame Chou
- 1967 : Four Sisters : Lin Kuei Fang
- 1967 : My Dream Boat : Du Jia Lin
- 1967 : The Dragon Creek : Yao Yu Mei
- 1967 : Sing High, Sing Low
- 1967 : The Million Eyes of Sumurru  : une demoiselle maladroite
- 1968 : Three Swinging Girls : Tao Chi
- 1968 : Spring Blossoms : Zhao Jing Lan
- 1969 : Unfinished Melody : Zhao Yu-Bei
- 1969 : Tropicana Interlude : Dong Xiang Yun, une enseignante
- 1969 : Le Bras de la Vengeance : mademoiselle Hua, alias Les-Doigts-de-le-Mort
- 1969 : The Singing Thief : Tian Xin
- 1970 : Love Without End : Meng Li
- 1970 : A Taste of Cold Steel : Gan Ya-Nan (2ème sœur)
- 1970 : Swordswomen Three : Han Lan-Mei
- 1970 : Single Girl
- 1971 : Liufu Tea House
- 1971 : The Jade Faced Assassin : la sœur ainée (Chang Chuen Clan)
- 1971 : Happiness and Joy
- 1971 : Black and White Swordsman (en)
- 1971 : Long Road to Freedom : Ping Ping
- 1971 : Esquire Hotel : General manager
- 1971 : The Kiteflying Bride
- 1971 : Love Styles XYZ : 1) Li Lan 3) Old maid
- 1971 : Dragon Gate Swordsman
- 1972 : Doomsday Machine (film) (en)
- 1976 : Black Samurai (en)
- 1976 : Collision Course: Truman vs. MacArthur (téléflim), d'Anthony Page, avec Henry Fonda
- 1976 : The Obsessed
- 1977 : The Eternal Love
- 1978 : The Wonderful Small World
- 1984 : Pale Passion